# Communauté de communes Cœur de Loire
La communauté de communes Cœur de Loire, anciennement « communauté de communes Loire, Vignobles et Nohain », est une communauté de communes française située dans le département de la Nièvre en région Bourgogne-Franche-Comté.

## Histoire
La communauté de communes est créée au 1er janvier 2017 par arrêté du 14 novembre 2016. Elle est formée par fusion de la communauté de communes en Donziais, de la communauté de communes Loire et Vignoble et de la communauté de communes Loire et Nohain.

## Administration
| Période      | Période  | Identité        | Étiquette | Qualité                             |
| ------------ | -------- | --------------- | --------- | ----------------------------------- |
| 2017         | 2020     | Thierry Flandin | DVD       | Maire de Perroy, conseiller général |
| juillet 2020 | En cours | Sylvain Cointat | SE        | Maire de Tracy-sur-Loire            |

## Listes des communes
La communauté de communes est composée des 30 communes suivantes :

| Nom                           | Code Insee | Gentilé           | Superficie (km2) | Population (dernière pop. légale) | Densité (hab./km2) |
| ----------------------------- | ---------- | ----------------- | ---------------- | --------------------------------- | ------------------ |
| Cosne-Cours-sur-Loire (siège) | 58086      | Cosnois           | 53,3             | 9 786 (2022)                      | 184                |
| Alligny-Cosne                 | 58002      | Eliniacois        | 34,41            | 922 (2022)                        | 27                 |
| Annay                         | 58007      | Annaysiens        | 26,27            | 345 (2022)                        | 13                 |
| Bulcy                         | 58042      | Bulcycois         | 8,43             | 144 (2022)                        | 17                 |
| La Celle-sur-Loire            | 58044      | Cellois           | 21,17            | 786 (2022)                        | 37                 |
| Cessy-les-Bois                | 58048      | Cessycois         | 17,49            | 114 (2022)                        | 6,5                |
| Châteauneuf-Val-de-Bargis     | 58064      |                   | 47,56            | 479 (2022)                        | 10                 |
| Ciez                          | 58077      | Ciezois           | 28,34            | 376 (2022)                        | 13                 |
| Colméry                       | 58081      |                   | 24,17            | 269 (2022)                        | 11                 |
| Couloutre                     | 58089      | Couloutrois       | 21,03            | 220 (2022)                        | 10                 |
| Donzy                         | 58102      | Donziais          | 63,18            | 1 542 (2022)                      | 24                 |
| Garchy                        | 58122      |                   | 21,18            | 427 (2022)                        | 20                 |
| Menestreau                    | 58162      |                   | 19,49            | 96 (2022)                         | 4,9                |
| Mesves-sur-Loire              | 58164      | Mesverois         | 18,64            | 656 (2022)                        | 35                 |
| Myennes                       | 58187      | Myennois          | 7,4              | 536 (2022)                        | 72                 |
| Neuvy-sur-Loire               | 58193      | Neuvycois         | 21,31            | 1 428 (2022)                      | 67                 |
| Perroy                        | 58209      |                   | 21,68            | 148 (2022)                        | 6,8                |
| Pougny                        | 58213      |                   | 19,19            | 473 (2022)                        | 25                 |
| Pouilly-sur-Loire             | 58215      | Pouillysois       | 20,28            | 1 623 (2022)                      | 80                 |
| Saint-Andelain                | 58228      | Saint-Andelainois | 20,31            | 609 (2022)                        | 30                 |
| Saint-Laurent-l'Abbaye        | 58248      |                   | 1,41             | 216 (2022)                        | 153                |
| Saint-Loup-des-Bois           | 58251      |                   | 17,28            | 463 (2022)                        | 27                 |
| Saint-Malo-en-Donziois        | 58252      |                   | 14,81            | 142 (2022)                        | 9,6                |
| Saint-Martin-sur-Nohain       | 58256      | Martiniens        | 24,03            | 377 (2022)                        | 16                 |
| Saint-Père                    | 58261      |                   | 17,09            | 1 047 (2022)                      | 61                 |
| Saint-Quentin-sur-Nohain      | 58265      | Quintinois        | 15,98            | 98 (2022)                         | 6,1                |
| Sainte-Colombe-des-Bois       | 58236      | Colombois         | 29,59            | 139 (2022)                        | 4,7                |
| Suilly-la-Tour                | 58281      | Suillyzois        | 36,91            | 575 (2022)                        | 16                 |
| Tracy-sur-Loire               | 58295      | Tracéens          | 23,07            | 993 (2022)                        | 43                 |
| Vielmanay                     | 58307      | Vielmanois        | 21,33            | 175 (2022)                        | 8,2                |

## Administration

### Conseillers
Le conseil communautaire de la communauté de communes se compose de 55 conseillers pour la mandature 2020-2026, répartis comme suit :
| Nombre de conseillers | Communes                    |
| --------------------- | --------------------------- |
| 20                    | Cosne-Cours-sur-Loire       |
| 3                     | Donzy, Pouilly-sur-Loire    |
| 2                     | Neuvy-sur-Loire, Saint-Père |
| 1                     | Les 25 communes restantes   |

## Services aux habitants
Restauration scolaire.

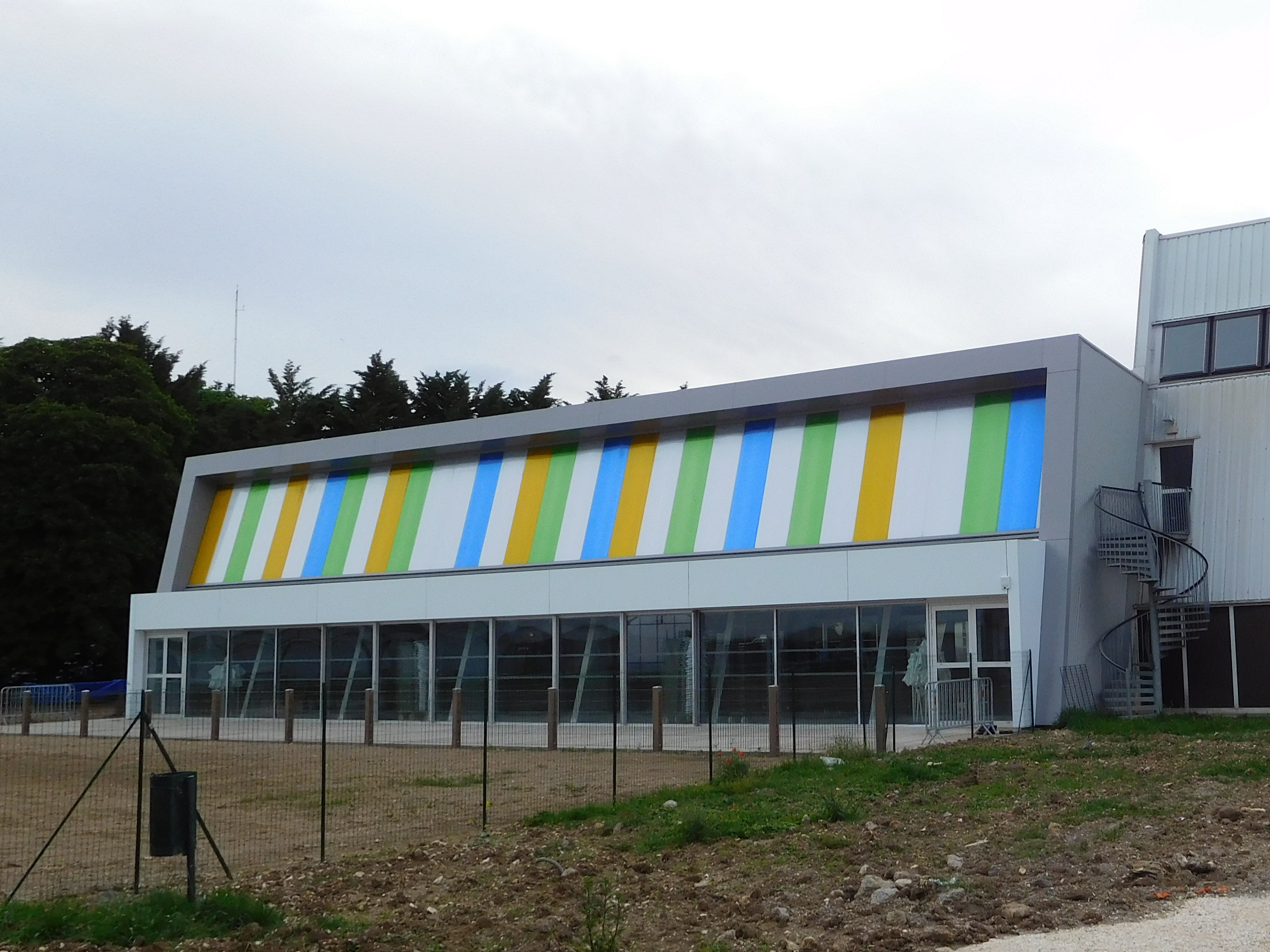
Piscine intercommunale Saint-Laurent (Cosne-Cours-sur-Loire).

Petite enfance (crèche - relais parents-assistants maternels).

École de musique.

Chantier d’insertion.

Réseau des médiathèques (Cosne-Cours-sur-Loire - Donzy - Neuvy-sur-Loire).

Piscines (Cosne-Cours-sur-Loire - Donzy).

Prévention, collecte et traitement des déchets (déchèteries Cosne-Cours-sur-Loire - Donzy - Saint-Quentin-sur-Nohain). À Cosne-Cours-sur-Loire : centre de compostage.

Éducation à l’environnement (Pavillon du Milieu de Loire à Pouilly-sur-Loire).

Développement économique et touristique, stratégie et planification, habitat, cadre de vie (pôle Donzy).

Transition énergétique.

Assainissement, rivières.